# Godomar
Godomar és una masia d'Olot protegida com a bé cultural d'interès local.

## Descripció
És un gran casal de planta rectangular situat dalt d'un puig. El teulat a dues aigües va ser realitzat amb cairats, damunt els quals es troben els cabirons, les llates i les teules. Conserva les tortugades originals amb les canaleres de ceràmica. A la façana de llevant hom pot veure les diferents etapes de construcció. El reducte primitiu, de planta rectangular, té a la façana est una porta amb llinda de pedra sense decorar, i a la nord una petita torre enlairada de base quadrada. L'ampliació del casal es va fer pel costat sud, bastint grans badius per guardar gra. Una de les finestres, amb bisells als costats, porta la data 1588. Posteriorment es bastí una galeria sostinguda per arcades utilitzades per tancar-hi el bestiar.

## Història
L'assentament humà al Puig de Batet és molt antic, ja que era un ramal secundari de la ruta prehistòrica, i després grega i romana, que comunicava el mar i la muntanya, passant per les valls superiors del Fluvià.
L'any 1928 un grup de treballadors van trobar a Ca l'Ermità de Batet un enterrament ibèric-romà: "àvids d'or amb què somniaren, els treballadors en feren bocins de pressa i, desil·lusionats, tots els fragments s'escamparen entre altres desferres" (Danés, pàg. 117). El propietari va recollir els trossos i es va procedir a la restauració. Són de terra cuita blanquinosa, d'uns 40 cm de perímetre a l'amplada màxima, coll estret i una sola nansa.
La data documental més antiga de la serra de Batet és de l'any 977, moment en què es fa donació per part del comte de Besalú, Miró, al monestir de Sant Pere, del Mas Godomar (o Gavalmac).